# 道布增·鲁布生吉格米德
道布增·鲁布生吉格米德（1933年5月—）蒙古族，阿拉善旗人，阿拉善第四世（不计追认）道布增活佛。无党派人士。

## 生平
鲁布生吉格米德的法名全名为“阿旺罗布生图布登隆伊勒格甲木苏”。生于阿拉善旗巴彦诺尔公巴格都尔别吉，父亲名叫巴图斯第，母亲名叫嘎舒格。1938年，经九世班禅确认为第三世道布增活佛的转世灵童，确定者为青海塔尔寺的却西活佛。7岁坐床成为福因寺的第四世道布增活佛。后来获初中学历。
2010年代初，他正在担任中国佛教协会内蒙古分会理事，阿拉善盟佛教协会副会长，阿拉善盟政协委员，阿拉善左旗政协常委等职。他是第十一届阿拉善左旗政协委员。担任阿拉善左旗政协副主席、阿拉善盟政协常委。但2013年，他未当选第十二届阿拉善左旗政协委员。